# KRC Genk in het seizoen 2004/05
Voor het seizoen 2004/05 ging Genk op zoek naar een nieuwe coach. De club onderhandelde met Georges Leekens, maar omdat diens salariseisen te hoog waren, sprong de deal af. In april 2004 tekende trainer René Vandereycken een contract van twee seizoenen. Enkele dagen eerder had voorzitter Jos Vaessen ook Ariël Jacobs aangetrokken om de functie van technisch directeur in te vullen. De 51-jarige Vandereycken volgde in Genk interim-trainer Ronny Van Geneugden op, die terug bij de jeugd aan de slag ging.
De nieuwe coach zag in de zomermaanden sterkhouders Didier Zokora en Bernd Thijs naar het buitenland vertrekken. In ruil trok de club de middenvelders Dimitri de Condé en Orlando Engelaar aan. De jongeren Logan Bailly en Igor de Camargo keerden terug na een uitleenbeurt aan Heusden-Zolder.
Genk begon het seizoen met Intertoto-voetbal. De Limburgers bereikten de halve finales, maar werden daarin uitgeschakeld door het Portugese Leiria. Daardoor zat het Europese avontuur voor Genk er reeds in augustus op.
Ook in de competitie kende de club wisselvallige resultaten. De Limburgers speelden in de heenronde 1-1 gelijk tegen zowel Club Brugge als Standard Luik. Enkel de topper tegen RSC Anderlecht werd met ruime cijfers verloren (4-2). De van NAC Breda overgenomen Orlando Engelaar scoorde in oktober vijf doelpunten in vier opeenvolgende duels. In die maand maakte ook het 16-jarige jeugdtalent Steven Defour zijn debuut op het hoogste niveau. Desondanks verloor Genk al snel de voeling met de top van het klassement. Het team van Vandereycken sloot de heenronde af met meer dan tien punten achterstand op leider Club Brugge.
Tijdens de winterstop versterkte Genk zich met Tom Soetaers, Nenad Stojanović en Tomislav Mikulić, terwijl De Condé en De Camargo opnieuw mochten vertrekken. De nieuwe krachten bewezen meteen hun waarde. Genk schakelde in de beker Anderlecht uit (1-2), won in de competitie vijf keer op rij en wipte over Standard naar de derde plaats. In februari werd Genk zelf uitgeschakeld in de beker door latere winnaar Germinal Beerschot. Op 13 maart 2005 kwam leider Club Brugge op bezoek. Genk won de topper voor eigen volk met 2-1 dankzij treffers van Engelaar en Kevin Vandenbergh. Enkele weken later verloor Genk echter opnieuw met 2-4 van Anderlecht. Een week later volgde de geladen derby tegen STVV. Genk won met 0-2, maar zag wel hoe coach Vandereycken door scheidsrechter Paul Allaerts naar de tribune werd verwezen. Tot grote ergernis van voorzitter Jos Vaessen dreigde de trainer achteraf dat hij een klacht zou indienen.
Vaessen, die eerder ook al de tactische aanpak van Vandereycken in vraag had gesteld, verbond het lot van zijn trainer met het behalen van een Europees ticket. Tot de laatste speeldag bleef Genk met Standard strijden om de derde plaats. Omdat de achterstand op Standard na de voorlaatste speeldag twee punten bedroeg, werd in de pers al volop gespeculeerd over de toekomst van Vandereycken. De Limburger zelf werd gelinkt aan FC Brussels, terwijl Hugo Broos naar voren werd geschoven als zijn opvolger bij Genk. Genk moest op de laatste speeldag op bezoek bij Cercle Brugge. In het Jan Breydelstadion kwam het elftal van Vandereycken al snel 1-0 achter. Pas in de slotminuten slaagde Genk er in om de achterstand in een zege om te buigen. Vandenbergh scoorde in de 88e minuut de gelijkmaker. In de slotminuten zorgden Koen Daerden en Faris Haroun voor de belangrijke 1-3 zege. Standard speelde op hetzelfde ogenblik tegen KV Oostende, dat toen al zeker was van degradatie. Het stond 1-1 toen Standard in de slotminuut nog een strafschop kreeg van scheidsrechter Allaerts. De Portugese aanvoerder Sérgio Conceição trapte de penalty naast het Oostendse doel. Door het verrassende gelijkspel tegen Oostende eindigden Genk en Standard met elk 70 punten. Er volgden twee testwedstrijden om te bepalen wie in het volgende seizoen mocht deelnemen aan de UEFA Cup.
De heenwedstrijd op Sclessin werd een domper voor Genk. De Rouches wonnen ondanks de openingstreffer van Vandenbergh overtuigend met 3-1. Maar de Limburgers wisten de scheve situatie toch nog recht te zetten. Standard, dat aan de terugwedstrijd begon zonder de geschorste titularissen Conceição en Karel Geraerts, kwam in de Cristal Arena al snel achter. Twee treffers van Vandenbergh en een doelpunt van Stojanović bezorgden Genk in extremis het laatste Europese ticket. Na afloop van het huzarenstukje speculeerde de pers opnieuw over de toekomst van Vandereycken, maar voorzitter Vaessen weigerde om meteen duidelijkheid te scheppen. Begin juni 2006 werd Vandereycken ontslagen. Een half jaar later werd de Limburger benoemd tot bondscoach van de Rode Duivels.

## Spelerskern
| Nr.           | Naam                | Nationaliteit         | Geboortedatum | Vorige club                  |
| ------------- | ------------------- | --------------------- | ------------- | ---------------------------- |
| Keepers       |                     |                       |               |                              |
| 1             | Jan Moons           | België                | 26-09-1970    | 1999-2000 Germinal Beerschot |
| 26            | Logan Bailly        | België                | 27-12-1985    | 2003-2004 Heusden-Zolder     |
| 27            | Sinan Bolat         | Turkije               | 03-09-1988    | /                            |
| 28            | Sem Franssen        | België                | 10-04-1984    | /                            |
| Verdedigers   |                     |                       |               |                              |
| 2             | Indriði Sigurðsson  | IJsland               | 12-10-1981    | 2000-2003 Lillestrøm SK      |
| 4             | Tomislav Mikulić    | Kroatië               | 04-01-1982    | 2001-2005 NK Osijek          |
| 5             | Eric Matoukou       | Kameroen              | 08-07-1983    | 2002-2003 Heusden-Zolder     |
| 13            | Akram Roumani       | Marokko               | 01-04-1978    | 1998-2000 Maghreb Fez        |
| 16            | Daan Vaesen         | België                | 11-07-1981    | 2002-2003 KSK Tongeren       |
| 17            | Boris Marolt        | België                | 19-05-1982    | 2001-2003 Patro Maasmechelen |
| 19            | Brian Priske        | Denemarken            | 14-05-1977    | 1999-2003 Aalborg BK         |
| 29            | Wim Raymaekers      | België                | 04-04-1985    | /                            |
| Middenvelders |                     |                       |               |                              |
| 3             | Seyfo Soley         | Gambia                | 15-07-1981    | 2004 Al-Hilal                |
| 6             | Mirsad Bešlija      | Bosnië en Herzegovina | 06-07-1979    | 2000-2001 FK Željezničar     |
| 7             | Faris Haroun        | België                | 22-09-1985    | /                            |
| 8             | Gert Claessens      | België                | 21-02-1972    | 2001-2003 Vitesse            |
| 10            | Tom Soetaers        | België                | 21-07-1980    | 2004-2005 Ajax               |
| 12            | Thomas Chatelle     | België                | 31-03-1981    | 2000 KV Mechelen             |
| 14            | Dimitri de Condé    | België                | 07-01-1985    | 2003-2004 Heusden-Zolder     |
| 20            | Koen Daerden        | België                | 10-12-1975    | /                            |
| 21            | Orlando Engelaar    | Nederland             | 24-08-1979    | 2000-2004 NAC Breda          |
| 22            | Justice Wamfor      | Kameroen              | 05-08-1981    | 2000-2001 Racing Bafoussam   |
| 24            | Kenneth Van Goethem | België                | 13-02-1984    | /                            |
| 25            | Steven Defour       | België                | 15-04-1988    | /                            |
| Aanvallers    |                     |                       |               |                              |
| 11            | Kevin Vandenbergh   | België                | 16-05-1983    | 1999-2002 KVC Westerlo       |
| 15            | Igor de Camargo     | Brazilië / België     | 12-05-1983    | 2003-2004 Heusden-Zolder     |
| 18            | Paul Kpaka          | Sierra Leone          | 07-08-1981    | 2001-2003 Germinal Beerschot |
| 33            | Nenad Stojanović    | Servië en Montenegro  | 22-10-1979    | 2003-2005 Rode Ster Belgrado |

Sébastien Pocognoli en Jordan Remacle keerden in het seizoen 2004/05 terug naar de B-kern.

### Technische staf
| Functie         | Naam                | Nationaliteit |
| --------------- | ------------------- | ------------- |
| Coach           | René Vandereycken   | België        |
| Assistent-coach | Pierre Denier       | België        |
| Keeperstrainer  | Guy Martens         | België        |
| Beloftencoach   | Ronny Van Geneugden | België        |

## Resultaten
Een overzicht van de competities waaraan Genk in het seizoen 2004-2005 deelnam.
| Seizoen 2004/05  | Seizoen 2004/05 | Seizoen 2004/05    |
| Competitie       | Resultaat       | Uitgeschakeld door |
| ---------------- | --------------- | ------------------ |
| Jupiler League   | Derde           |                    |
| Beker van België | Kwartfinale     | Germinal Beerschot |
| Intertoto Cup    | Halve finale    | UD Leiria          |

## Uitrustingen
Shirtsponsor(s): Euphony / Carglass / Nitto Denko / Vasco / Essec / Echo

Sportmerk: Kappa
| Thuis | Uit | Doelman | Doelman | Doelman |

## Transfers

### Zomer
| Naam             | Nationaliteit     | Van/naar           | Type       |
| ---------------- | ----------------- | ------------------ | ---------- |
| Inkomend         |                   |                    |            |
| Orlando Engelaar | Nederland         | NAC Breda          | Gekocht    |
| Dimitri de Condé | België            | Heusden-Zolder     | Gekocht    |
| Logan Bailly     | België            | Heusden-Zolder     | Einde huur |
| Igor de Camargo  | Brazilië / België | Heusden-Zolder     | Einde huur |
| Seyfo Soley      | Gambia            | Al-Hilal           | Einde huur |
| Uitgaand         |                   |                    |            |
| Bernd Thijs      | België            | Trabzonspor        | Verkocht   |
| Cédric Roussel   | België            | Roebin Kazan       | Verkocht   |
| Davy Schollen    | België            | NAC Breda          | Verkocht   |
| Luwamo Garcia    | Angola / België   | VVV-Venlo          | Verkocht   |
| Bram Oostvogels  | België            | Heusden-Zolder     | Verkocht   |
| Bram Criel       | België            | Heusden-Zolder     | Verkocht   |
| Vincent Euvrard  | België            | FC Den Bosch       | Verkocht   |
| Hans Leenders    | België            | KSK Tongeren       | Verkocht   |
| Sidi Farssi      | België            | Verbroedering Geel | Verkocht   |
| Marco Ingrao     | Italië / België   | RAEC Mons          | Verkocht   |
| Didier Zokora    | Ivoorkust         | Saint-Étienne      | Verkocht   |
| Erik van der Ven | Nederland         | Helmond Sport      | Verkocht   |

### Winter
| Naam             | Nationaliteit        | Van/naar           | Type     |
| ---------------- | -------------------- | ------------------ | -------- |
| Inkomend         |                      |                    |          |
| Tom Soetaers     | België               | Ajax               | Gekocht  |
| Tomislav Mikulić | Kroatië              | NK Osijek          | Gekocht  |
| Nenad Stojanović | Servië en Montenegro | Rode Ster Belgrado | Gekocht  |
| Uitgaand         |                      |                    |          |
| Aaron Mokoena    | Zuid-Afrika          | Blackburn Rovers   | Verkocht |
| Dimitri de Condé | België               | Sint-Truidense VV  | Verkocht |
| Igor de Camargo  | Brazilië / België    | FC Brussels        | Verkocht |

## Competitie

### Klassement
|         |    |                    | P  | W  | G  | V  | +  | -  | DS  | Ptn |
| ------- | -- | ------------------ | -- | -- | -- | -- | -- | -- | --- | --- |
| K (CL)  | 1  | Club Brugge        | 34 | 24 | 7  | 3  | 83 | 25 | +58 | 79  |
| (CL)    | 2  | Anderlecht         | 34 | 23 | 7  | 4  | 75 | 34 | +41 | 76  |
| (UEFA)  | 3  | Genk               | 34 | 21 | 7  | 6  | 59 | 37 | +22 | 70  |
|         | 4  | Standard           | 34 | 21 | 7  | 6  | 64 | 30 | +34 | 70  |
|         | 5  | Charleroi          | 34 | 19 | 7  | 8  | 47 | 34 | +13 | 64  |
|         | 6  | AA Gent            | 34 | 18 | 5  | 11 | 46 | 36 | +10 | 59  |
|         | 7  | La Louvière        | 34 | 12 | 8  | 14 | 43 | 43 | +0  | 44  |
|         | 8  | Lokeren            | 34 | 11 | 11 | 12 | 36 | 38 | −2  | 44  |
| (beker) | 9  | Germinal Beerschot | 34 | 12 | 6  | 16 | 36 | 45 | −9  | 42  |
|         | 10 | Lierse             | 34 | 12 | 5  | 17 | 57 | 60 | −3  | 41  |
|         | 11 | Cercle Brugge      | 34 | 12 | 5  | 17 | 45 | 74 | −29 | 41  |
|         | 12 | Westerlo           | 34 | 11 | 6  | 17 | 34 | 54 | −20 | 39  |
|         | 13 | Moeskroen          | 34 | 10 | 6  | 18 | 40 | 43 | −3  | 36  |
|         | 14 | Sint-Truiden       | 34 | 10 | 6  | 18 | 40 | 58 | −18 | 36  |
|         | 15 | Brussels           | 34 | 10 | 3  | 21 | 32 | 60 | −28 | 33  |
|         | 16 | Beveren            | 34 | 8  | 8  | 18 | 43 | 59 | −16 | 32  |
| D       | 17 | Oostende           | 34 | 6  | 9  | 19 | 31 | 62 | −31 | 27  |
| D       | 18 | Mons               | 34 | 7  | 5  | 22 | 39 | 58 | −19 | 26  |

P: wedstrijden gespeeld, W: wedstrijden gewonnen, G: gelijke spelen, V: wedstrijden verloren, +: gescoorde doelpunten, -: doelpunten tegen, DS: doelsaldo, Ptn: totaal punten
K: kampioen, D: degradeert, (beker): bekerwinnaar, (CL): geplaatst voor Champions League, (UEFA): geplaatst voor UEFA-beker

## Afbeeldingen

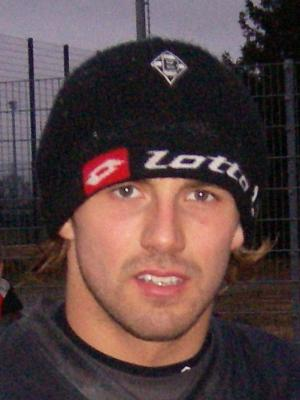
Logan Bailly (doelman)
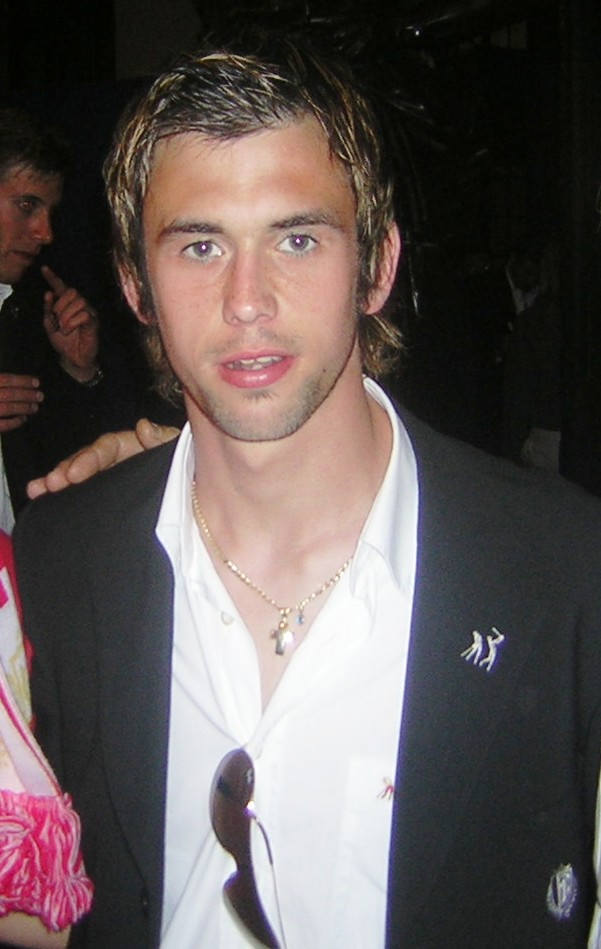
Steven Defour (middenvelder)
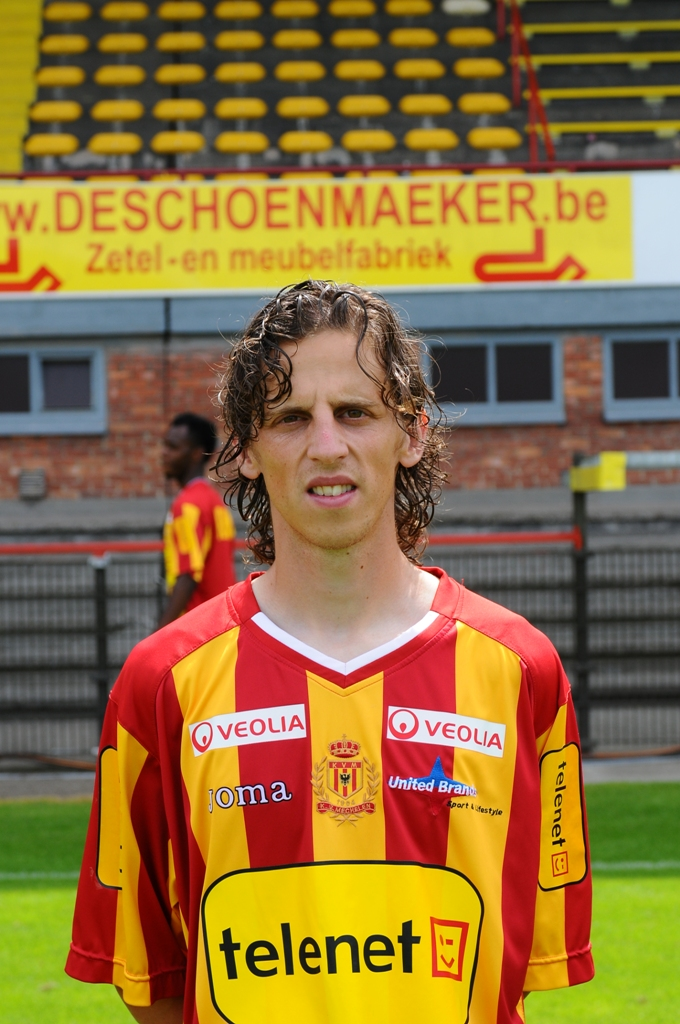
Kenneth Van Goethem (middenvelder)
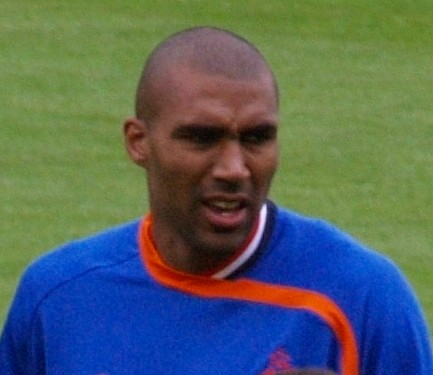
Orlando Engelaar (middenvelder)
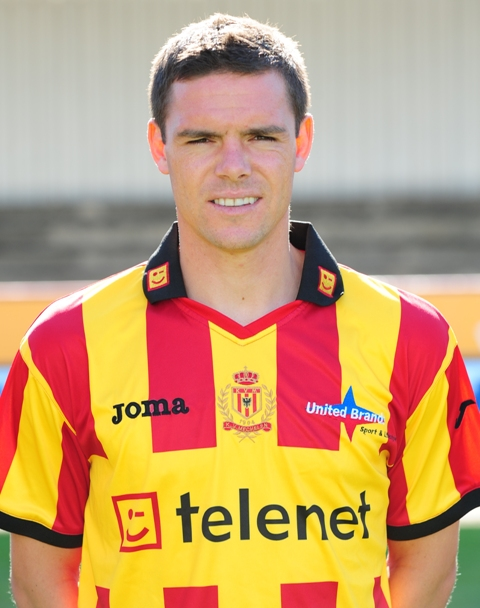
Tom Soetaers (middenvelder)
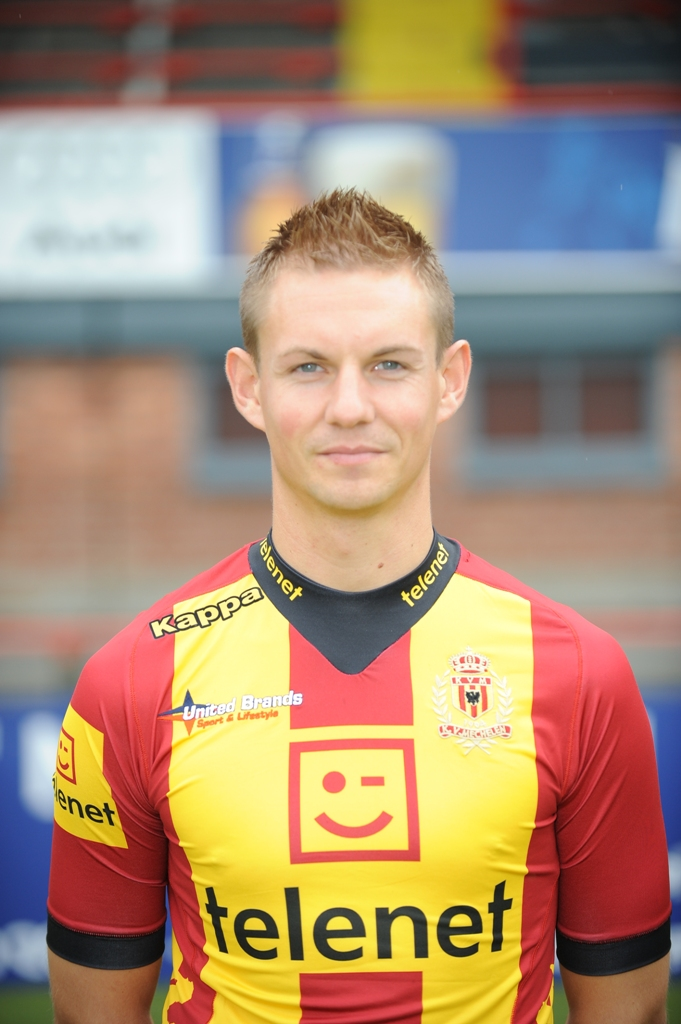
Kevin Vandenbergh (aanvaller)
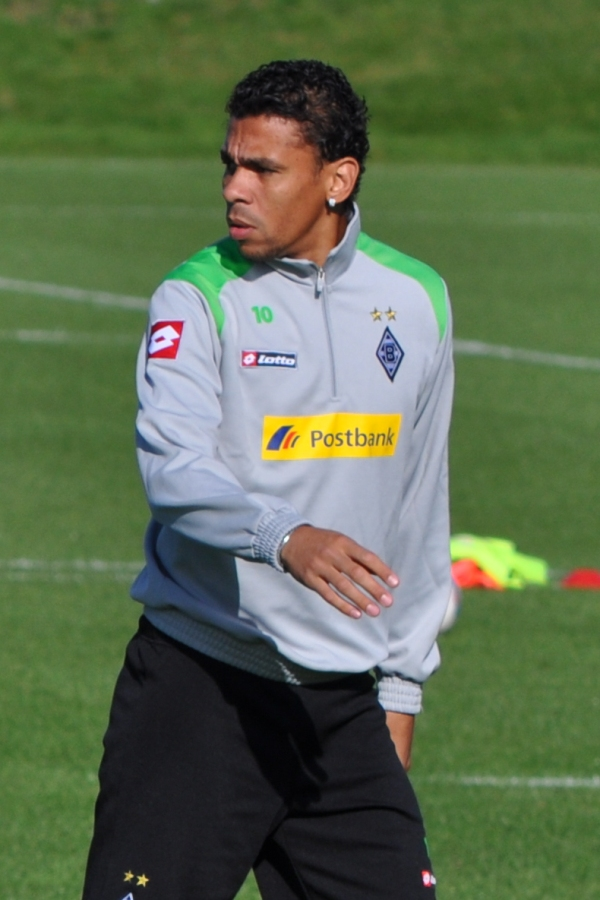
Igor de Camargo (aanvaller)